# Bonalba
Bonalba es un núcleo residencial situado en la parte noreste del municipio de Mutxamel, Alicante, España. Se ubica entre las partidas de Els Capellanets y El Fondo, cerca de los límites de los municipios de Alicante y Busot, junto al campo de golf Bonalba. El acceso principal se realiza por la carretera CV-773 que conecta Mutxamel con Busot. Se localiza a unos 110 m sobre el nivel del mar.

## Historia
El desarrollo de Bonalba comenzó a finales del siglo XX vinculado a la construcción de su campo de golf. En agosto de 2014 se inauguró el Centro Social de Bonalba por el alcalde de Mutxamel de aquel entonces, Sebastián Cañadas, cumpliendo la promesa electoral de acercar servicios municipales a la urbanización. En esa inauguración se anunció además la próxima apertura de un centro de salud primario en la zona. Finalmente, en noviembre de 2024 la Conselleria de Sanidad abrió el nuevo consultorio auxiliar de Bonalba, dando cobertura sanitaria a cerca de 1.500 personas. Estos equipamientos públicos señalan la consolidación de Bonalba como núcleo residencial de importancia creciente en el municipio.

## Urbanismo y desarrollo residencial
Bonalba está formada principalmente por viviendas unifamiliares (chalets y bungalows) y apartamentos de estilo mediterráneo, muchas de ellas ubicadas en parcelas con jardines y piscina propia. El trazado urbanístico sigue un patrón de baja densidad, con extensas zonas verdes y calles interiores. El desarrollo residencial se articula en torno al Bonalba Golf Resort, un complejo de uso mixto que incluye un hotel de 4 estrellas, campo de golf de 18 hoyos, spa, restaurantes y otras instalaciones de ocio. Varios promotores inmobiliarios colaboraron en la planificación de la urbanización, destinando terrenos a zonas residenciales y equipamientos. La promoción de Bonalba se orientó hacia el mercado turístico-residencial de alto nivel, con parcelas medianas y grandes adaptadas al público nacional y extranjero

### CF Intercity

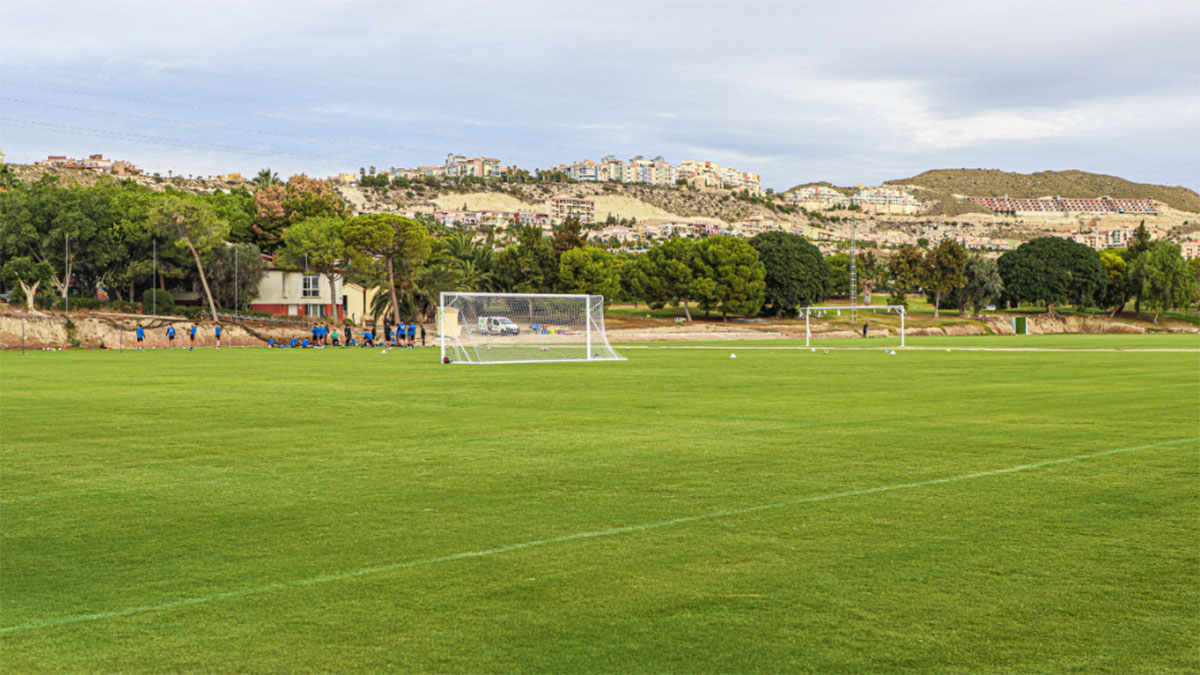
Campo de entrenamiento del Club de Fútbol Intercity en en Bonalba Golf Resort

Desde la temporada 2023–24, el Club de Fútbol Intercity, equipo semiprofesional de la provincia de Alicante que compite en Segunda Federación, estableció su sede de entrenamientos dentro del entorno del Bonalba Golf Resort. El acuerdo fue suscrito en julio de 2023 entre el club y los gestores del resort, contemplando el uso exclusivo de varias instalaciones durante un periodo inicial de cinco años.

## Demografía
La población empadronada en Bonalba ha crecido rápidamente. Según el padrón municipal, el número de habitantes pasó de 1.134 en 2010 a 2.148 en 2023. Este crecimiento refleja el auge de la urbanización como lugar de residencia, en muchos casos de familias y jubilados atraídos por el entorno tranquilo y los servicios locales. Muchos vecinos son extranjeros (principalmente europeos) que residen todo el año o de manera estacional. El censo de 2023 destaca que Bonalba es uno de los “núcleos de población” más poblados del término de Mutxamel.

## Servicios e infraestructuras
Bonalba dispone de equipamientos básicos gestionados por el Ayuntamiento y la Generalitat. Como se ha indicado, cuenta con un Centro Social municipal inaugurado en 2014, que alberga la oficina de atención ciudadana (OMAC itinerante) para trámites administrativos. En 2024 se abrió el nuevo consultorio auxiliar de atención primaria en la calle La Nit, con consultas de medicina y enfermería para unos 1.500 pacientes de la zona. El transporte público lo cubre la línea M-1 de la empresa Vectalia, que conecta Bonalba con el centro de Mutxamel y otras urbanizaciones vecinas. También existen farmacias, veterniarios, restaurantes y un pequeño centro comercial local con tiendas de alimentación y servicios, aunque los residentes suelen desplazarse a los comercios y servicios de Mutxamel y Busot . No hay colegios en Bonalba, por lo que el alumnado escolar acude a centros educativos del municipio o de localidades cercanas.

## Turismo y atractivos
Aunque Bonalba es principalmente residencial, el complejo Bonalba Golf Resort la convierte en un destino turístico en el Campo de Alicante. El hotel, el campo de golf, el spa y la piscina temática ofrecen opciones de alojamiento y recreo para visitantes. Cada verano acuden turistas que disfrutan del golf, piscinas, senderismo por las sierras cercanas y la proximidad a las playas de El Campello y Alicante. El resort organiza eventos (torneos de golf, fiestas en la piscina, escuela de verano deportiva) que atraen al turismo familiar.

## Economía local
La economía de Bonalba está dominada por el sector servicios vinculado al turismo y la hostelería, así como al sector inmobiliario. El Bonalba Golf Resort aporta puestos de trabajo en hotelería y restauración, y genera actividad económica (camp de golf, mantenimiento, eventos). Muchas familias viven del alquiler o la venta de viviendas vacacionales en la urbanización. En verano, la población aumenta con propietarios estacionales, lo que impulsa el comercio local y los servicios.